# Raumbach
Raumbach là một đô thị thuộc huyện Bad Kreuznach trong bang Rheinland-Pfalz, phía tây nước Đức. Đô thị Raumbach có diện tích 4,42 km², dân số thời điểm ngày 31 tháng 12 năm 2006 là 431 người.